# 怪談累ヶ淵
『怪談累ヶ淵』（かいだんかさねがふち）は、1930年製作・公開、二川文太郎監督による日本の長篇劇映画である。同作に先行して1924年に『累ヶ淵』の題名で長尾史録が同題材を映画化しており、同作以降には1937年に『怪談累ヶ渕』の題名で小倉八郎が、1957年に『怪談累が渕』の題名で中川信夫が、1960年と1970年にはそれぞれ『怪談累が淵』、『怪談累が渕』の題名で安田公義が監督しており、これらについても本項で詳述する。

## 作品の一覧
| タイトル   | 監督       | 製作会社                       | 配給会社               | 年号   | 備考                     |
| ---------- | ---------- | ------------------------------ | ---------------------- | ------ | ------------------------ |
| 累ヶ淵     | 長尾史録   | 帝国キネマ演芸小坂撮影所       | 帝国キネマ演芸         | 1924年 | 白黒映画・サイレント映画 |
| 怪談累ヶ淵 | 二川文太郎 | マキノプロダクション御室撮影所 | マキノ・プロダクション | 1930年 | 白黒映画・サイレント映画 |
| 怪談累ヶ渕 | 小倉八郎   | 極東キネマ                     | 極東キネマ             | 1937年 | 白黒映画・サイレント映画 |
| 怪談累が渕 | 中川信夫   | 新東宝                         | 新東宝                 | 1957年 | 白黒映画                 |
| 怪談累が淵 | 安田公義   | 大映京都撮影所                 | 大映                   | 1960年 | 白黒映画・大映スコープ   |
| 怪談累が渕 | 安田公義   | 大映京都撮影所                 | ダイニチ映配           | 1970年 | フジカラー・ワイド       |
| 怪談       | 中田秀夫   | 「怪談」製作委員会             | 松竹・ザナドゥー       | 2007年 | カラー映画・ビスタサイズ |

## 略歴・概要
1924年に帝国キネマ演芸が発表した長尾史録監督のサイレント映画『累ヶ淵』は、尾上紋十郎演じる新吉を主人公にした作品であり、その他登場人物も三遊亭圓朝の創作した古典落語『真景累ヶ淵』の設定をベースにしたものであるが、資料には原作は謳われていない。1930年、牧野省三没後のマキノ・プロダクションで二川文太郎が監督した『怪談累ヶ淵』には、「三遊亭圓朝原作」が謳われている。以降の「累ヶ淵もの」で「圓朝原作」を謳っている作品は、1957年の中川信夫監督の『怪談累が渕』と2007年の中田秀夫監督の『怪談』のみである。なかでも1937年版は、板間清彦のオリジナル脚本であるとクレジットされている。
「累ヶ淵もの」の上映用プリントは、中川信夫監督の『怪談累が渕』以外は東京国立近代美術館フィルムセンターに所蔵されておらず、マツダ映画社にはいずれも所蔵していない。現状、3作のサイレント映画はいずれも観賞することが不可能な作品である。安田公義作品は2作ともVHSフォーマットでビデオグラム発売されており、1970年版はLDも発売され、2作品ともDVD化もされた。1960年版は配信もされている。中川信夫作品は、2008年にジェネオン エンタテインメント（現在のジェネオン・ユニバーサル・エンターテイメントジャパン）がDVD発売した。

## 1924年版
『累ヶ淵』（かいだんかさねがふち）は、1924年製作・公開、長尾史録監督による日本の長篇劇映画、サイレント映画、時代劇である。

### スタッフ・作品データ
- 監督 : 長尾史録
- 脚色 : 上島量
- 撮影 : 河上勇喜
- 製作 : 帝国キネマ演芸小坂撮影所
- 上映時間（巻数） : 103分[8]（7巻）
- フォーマット : 白黒映画 - スタンダードサイズ（1.33:1） - サイレント映画
- 初回興行 : 浅草・遊楽館

### キャスト
- 尾上紋十郎 - 莨売り新吉
- 嵐璃徳 - 父深見新左衛門
- 衣笠みどり - その母おなに
- 市川瓢蔵 - その叔父新兵衛
- 小阪照子 - その娘おしが
- 松枝鶴子 - 師匠豊志賀
- 嵐笑三 - 豊志賀の父宗悦
- 椿恵美子 - 近所の娘お葉
- 市川好之助 - 番頭久七

## 1930年版
『怪談累ヶ淵』（かいだんかさねがふち）は、1930年製作・公開、二川文太郎監督による日本の長篇劇映画、サイレント映画、時代劇である。

### スタッフ・作品データ
- 監督 : 二川文太郎
- 原作 : 三遊亭円朝
- 脚色 : 瀬川与志
- 撮影 : 石野誠三
- 製作 : マキノプロダクション御室撮影所
- 上映時間（巻数） : 118分[8]（8巻）
- フォーマット : 白黒映画 - スタンダードサイズ（1.33:1） - サイレント映画
- 初回興行 : 新宿・新宿劇場

### キャスト
- 沢村国太郎 - 深見新吉
- 小金井勝 - 深見新五郎
- 市川米十郎 - 深見新左衛門
- 荒木忍 - 皆川宗悦
- マキノ智子 - 娘豊志賀
- 松浦築枝 - お久
- 中根龍太郎 - 赤根龍七

## 1937年版
『怪談累ヶ渕』（かいだんかさねがふち）は、1937年製作・公開、小倉八郎監督による日本の長篇劇映画、サイレント映画、時代劇である。

### スタッフ・作品データ
- 監督 : 小倉八郎
- 原作・脚色 : 板間清彦
- 撮影 : 松本静八
- 製作 : 極東キネマ
- 上映時間（巻数） : 不明
- フォーマット : 白黒映画 - スタンダードサイズ（1.33:1） - サイレント映画
- 初回興行 : 大阪・芦辺劇場

### キャスト
- 沢田敬之助 - 深見新左衛門
- 片岡左衛門 - 鳶頭染五郎
- 市川左正 - 下男吾助
- 青木実 - 黒川三治平
- 矢野伊之助 - 近江屋公右衛門
- 小浜美代子 - 深見の妻富江
- 五十鈴桂子 - お久
- 大幡一平 - 按摩宗悦
- 井上琢也 - 新太郎
- 柳恵美子 - お峰
- 有賀鏡子 - おしが
- 有馬洋二 - 野毛済之助
- 大御堂直次郎 - 佐多庄九郎

## 1960年版
『怪談累が淵』（かいだんかさねがふち）は、1960年製作・公開、安田公義監督による日本の長篇劇映画、時代劇である。

### スタッフ・作品データ
- 製作 : 武田一義
- 企画 : 辻久一
- 監督 : 安田公義
- 脚本 : 犬塚稔
- 撮影 : 竹村康和
- 照明 : 島崎一二
- 美術 : 内藤昭
- 装置 : 神田豊一
- 録音 : 海原幸夫
- 編集 : 西田重雄
- スチール : 浅田延之助
- 擬闘 : 宮内昌平
- 音楽 : 大森盛太郎
- 邦楽 : 中本敏生
- 助監督 : 小木谷好彦
- 製作主任 : 村上忠男
- 製作 : 大映京都撮影所
- 上映時間 （巻数 / メートル） : 90分 （7巻 / 2,455メートル）
- フォーマット : 白黒映画 - 大映スコープ（2.35:1） - モノラル録音

### キャスト
- 中村鴈治郎 - 皆川宗悦
- 中田康子 - 豊志賀
- 浦路洋子 - お久
- 三田登喜子 - お園
- 島田竜三 - 民之助
- 杉山昌三九 - 深見新左衛門
- 嵐三右衛門 - 細川伊織
- 東良之助 - 市川橋十郎
- 寺島雄作 - 三右衛門
- 水原浩一 - 三五郎
- 光岡竜三郎 - 丑松
- 市川謹也 - 甚蔵
- 本郷秀雄 - 亀四郎
- 須賀不二夫 - 佃の吉松
- 原聖四郎 - 鈴川丈五郎
- 伊達三郎 - 雁蔵
- 藤川準 - 留吉
- 大杉潤 - 戸上
- 沖時男 - 駕籠屋
- 浜田雄史 - 駕籠屋
- 白神猛 - 安造
- 山本弘子 - お咲
- 八壮幸子 - お信
- 東山恵子 - お菊
- 谷口和子 - お絹
- 村田知栄子 - おくま
- 金剛麗子 - お倉
- 小林加奈枝 - お留
- 浜世津子 - おみよ
- 北上弥太郎 - 深見新五郎
- 芝田正

### エピソード
- 当初は前年の1959年公開の『四谷怪談』と同じく長谷川一夫・中田康子のコンビが主演する予定で製作が進められていたが、所謂「お化け映画」への長谷川一夫の出演について、長谷川ファンの女性達から否定的な投書が多く寄せられたため、新五郎役は北上弥太郎に変更された[9]。

### 映像ソフト
- 1999年6月25日にエスモックよりレーザーディスクが単巻および6作品（本作品と『怪猫有馬御殿』『執念の蛇』『四谷怪談』『怪談雪女郎』『牡丹燈籠』）収録したボックス『怪談封印函』として発売された[10]。
- 2015年8月28日と2016年7月29日にKADOKAWAよりDVDが発売されている。

## 1970年版
『怪談累が渕』（かいだんかさねがふち）は、1970年製作・公開、安田公義監督による日本の長篇劇映画、時代劇である。安田による1960年版のセルフリメイクである。

### スタッフ・作品データ
- 企画 : 蔭山俊夫
- 監督 : 安田公義
- 脚本 : 浅井昭三郎
- 撮影 : 牧浦地志
- 照明 : 中岡源権
- 美術 : 内藤昭
- 録音 : 林土太郎
- 音響効果 : 倉嶋暢
- 編集 : 菅沼完二
- スチール : 大谷栄一
- 擬闘 : 楠本栄一
- 音楽 : 鏑木創
- 助監督 : 遠藤力雄
- 製作主任 : 眞田正典
- 現像 : 東洋現像所
- 製作 : 大映京都撮影所
- 上映時間 （巻数 / メートル） : 83分 （8巻 / 2,260メートル）
- フォーマット : フジカラー - ワイド（2.35:1） - モノラル録音

### キャスト
- 石山律 - 深見新五郎
- 北島マヤ - お志賀
- 笠原玲子 - おくま
- 水上竜子 - お久
- 田中三津子 - 沢野
- 石山健二郎 - 宗悦
- 川崎あかね - お京
- 丘夏子 - お園
- 新条多久美 - お滝
- 伊達三郎 - 深見新左衛門
- 橋本力 - 土堤下の甚蔵
- 山本一郎 - 橋場の仙太
- 近江輝子 - お関
- 小林加奈枝 - やり手姿お勢
- 玉置一恵 - 河内屋与兵衛
- 堀北幸夫 - 留六
- 岩田正 - 岡っ引
- 藤川準 - 目付役小原惣兵衛
- 福井隆次 - 番頭
- 暁新二郎 - 近所の男
- 花村秀樹 - 下役
- 石井喜美子 - お勘
- 長岡三郎

## 註
1. ↑  累ヶ淵、日本映画データベース、2010年1月16日閲覧。
2. ↑  怪談累が渕、日本映画データベース、2010年1月16日閲覧。
3. ↑  怪談、キネマ旬報映画データベース、2010年1月16日閲覧。
4. ↑  #外部リンク各項を参照。
5. ↑  怪談累ヶ渕、日本映画データベース、2010年1月16日閲覧。
6. ↑  所蔵映画フィルム検索システム、東京国立近代美術館フィルムセンター、2010年1月16日閲覧。
7. ↑  主な所蔵リスト 劇映画＝邦画篇、マツダ映画社、2010年1月16日閲覧。
8. 1 2  Film Calculator Archived 2008年12月4日, at the Wayback Machine.換算結果、コダック、2010年1月16日閲覧。
9. ↑  「芸能玉手箱 お化け通信」『小説倶楽部』13(10)、桃園書房、1960年8月、195頁。
10. ↑  「'99TV・映画 特撮DVD・LD・ビデオ&CD」『宇宙船YEAR BOOK 2000』朝日ソノラマ〈宇宙船別冊〉、2000年4月20日、63頁。雑誌コード：01844-04。